# Stachys (biskup Bizancjum)
Stachys (zm. 54) – według tradycji Kościoła prawosławnego biskup Bizancjum. Przyjmuje się, iż był następcą Apostoła Andrzeja i że przez niego został ustanowiony jako biskup miasta. Zgodnie z tradycją pełnił urząd w latach 38–54, zmarł śmiercią naturalną. Został ogłoszony świętym, jego święto przypada 31 października.

Stachys uważany jest za jednego z siedemdziesięciu uczniów Jezusa. Czasem jest utożsamiany z postacią wzmiankowaną przez św. Pawła w Liście do Rzymian:

Pozdrówcie współpracownika naszego w Chrystusie, Urbana, i umiłowanego mego Stachysa.

{{Cytat}} Linki zewnętrzne: "źródło". Identyfikacja ta jest jednak bardzo niepewna.